# Utto z Metten
Blahoslavený Uto (též Utto, žil v 8. století) byl zakladatel a první opat benediktinského kláštera Metten v Bavorsku. Katolickou církví je uctíván jako blahoslavený a jeho památka se slaví 3. října.

## Život
Pocházel zřejmě z regionu Milána a stal se knězem. Zpočátku působil v duchovní správě, později se rozhodl pro život v ústraní. Odešel do blízkosti města Metten v Bavorsku a vystavěl si zde poustevnu. Příklad jeho života oslovoval ty, kdo se s ním stýkali. Po čase s pomocí několika svých žáků vystavěl benediktinský klášter, zřejmě roku 766. Stal se zde prvním představeným. Udržoval kontakty s císařem Karlem Velikým, který mu prý také v roce 800 předal opatskou berlu.

## Úcta
Vročení Utovy smrti je nejasné, uvádí se rok 802 i (nepravděpodobný) 829. Beatifikován byl papežem sv. Piem X. 25. srpna 1909.